# Élections législatives de 1997 dans le Pas-de-Calais
Les élections législatives françaises de 1997 se déroulent le 25 mai et le 1er juin 1997. Dans le département du Pas-de-Calais, quatorze députés sont à élire dans le cadre de quatorze circonscriptions.

## Élus
| Circonscription | Député sortant                                    | Parti | Parti         | Député élu ou réélu    | Parti | Parti         |
| --------------- | ------------------------------------------------- | ----- | ------------- | ---------------------- | ----- | ------------- |
| 1re             | Jean-Pierre Defontaine                            |       | PRS           | Jean-Pierre Defontaine |       | PRS           |
| 2e              | Charles Gheerbrant                                |       | UDF (FD)      | Catherine Génisson     |       | PS            |
| 3e              | Brigitte de Prémont suppléant de Philippe Vasseur |       | RPR           | Philippe Vasseur       |       | UDF (PR)      |
| 4e              | Léonce Deprez                                     |       | UDF (FD)      | Léonce Deprez          |       | UDF (FD)      |
| 5e              | Jean-Pierre Pont                                  |       | UDF (FD)      | Guy Lengagne           |       | Divers gauche |
| 6e              | Dominique Dupilet                                 |       | PS            | Dominique Dupilet      |       | PS            |
| 7e              | Claude Demassieux                                 |       | RPR           | André Capet            |       | PS            |
| 8e              | Jean-Jacques Delvaux                              |       | RPR           | Michel Lefait          |       | PS            |
| 9e              | Bernard Seux                                      |       | PS            | Bernard Seux           |       | PS            |
| 10e             | Serge Janquin                                     |       | PS            | Serge Janquin          |       | PS            |
| 11e             | Rémy Auchedé                                      |       | PCF           | Marcel Cabiddu         |       | PS            |
| 12e             | Jean-Pierre Kucheida                              |       | PS            | Jean-Pierre Kucheida   |       | PS            |
| 13e             | Jean-Claude Bois                                  |       | PS            | Jean-Claude Bois       |       | PS            |
| 14e             | Jean Urbaniak                                     |       | Divers droite | Albert Facon           |       | PS            |

## Résultats

### Résultats à l'échelle du département
| Parti          | Parti                                    | Premier tour | Premier tour | Second tour | Second tour | Sièges |
| Parti          | Parti                                    | Voix         | %            | Voix        | %           | Sièges |
| -------------- | ---------------------------------------- | ------------ | ------------ | ----------- | ----------- | ------ |
|                | Parti socialiste dont PRS                | 228 534      | 32,52        | 381 708     | 61,27       | 11     |
|                | Parti communiste français                | 104 292      | 14,84        |             |             | 0      |
|                | Les Verts                                | 26 434       | 3,76         | 0           |             |        |
|                | Divers gauche (MDC)                      | 25 790       | 3,67         | 22 767      | 3,65        | 1      |
|                | Gauche plurielle                         | 385 050      | 54,80        | 404 475     | 64,93       | 12     |
|                |                                          |              |              |             |             |        |
|                | Union pour la démocratie française       | 93 207       | 13,26        | 114 254     | 18,34       | 2      |
|                | Rassemblement pour la République         | 61 970       | 8,82         | 80 612      | 12,94       | 0      |
|                | Divers droite                            | 21 095       | 3,00         | 15 719      | 2,52        | 0      |
|                | La Droite indépendante                   | 16 448       | 2,34         |             |             | 0      |
|                | Droite parlementaire                     | 192 720      | 27,43        | 210 585     | 33,80       | 2      |
|                |                                          |              |              |             |             |        |
|                | Front national                           | 92 998       | 13,23        | 7 914       | 1,27        | 0      |
|                | Extrême gauche dont LCR,LO et PT         | 18 834       | 2,68         |             |             | 0      |
|                | Divers écologiste dont LT-LNÉ, MÉI et GÉ | 12 955       | 1,84         | 0           |             |        |
|                | Divers dont PLN                          | 115          | 0,02         | 0           |             |        |
|                |                                          |              |              |             |             |        |
| Inscrits       | Inscrits                                 | 1 011 674    | 100,00       | 1 011 637   | 100,00      | 14     |
| Abstentions    | Abstentions                              | 271 940      | 26,88        | 307 874     | 30,43       |        |
| Votants        | Votants                                  | 739 734      | 73,12        | 703 763     | 69,57       |        |
| Blancs et nuls | Blancs et nuls                           | 37 062       | 5,01         | 80 789      | 11,48       |        |
| Exprimés       | Exprimés                                 | 702 672      | 94,99        | 622 974     | 88,52       |        |

### Résultats par circonscription

#### Première circonscription (Arras-Bapaume)
| Candidat       | Candidat                             | Parti          | Premier tour | Premier tour | Second tour | Second tour |  |
| Candidat       | Candidat                             | Parti          | Voix         | %            | Voix        | %           |  |
| -------------- | ------------------------------------ | -------------- | ------------ | ------------ | ----------- | ----------- |  |
|                | Jean-Pierre Defontaine sortant réélu | PRS (PS)       | 21 438       | 39,53        | 33 134      | 60,22       |  |
|                | Jean-Marie Prestaux                  | RPR            | 11 566       | 21,33        | 21 888      | 39,78       |  |
|                | Patrick Heaulme                      | FN             | 7 061        | 13,02        |             |             |  |
|                | Lucien Capron                        | PCF            | 3 952        | 7,29         |             |             |  |
|                | Gérard Pavy                          | Divers droite  | 3 282        | 6,05         |             |             |  |
|                | Hervé Lamoril                        | LDI (MPF)      | 2 382        | 4,39         |             |             |  |
|                | Hélène Flautre                       | Les Verts      | 2 322        | 4,28         |             |             |  |
|                | Claudine Lescouf                     | LT-LNÉ         | 1 213        | 2,24         |             |             |  |
|                | Didier Péro                          | US4J           | 898          | 1,66         |             |             |  |
|                | Alain Hanot                          | PLN            | 115          | 0,21         |             |             |  |
|                |                                      |                |              |              |             |             |  |
| Inscrits       | Inscrits                             | Inscrits       | 75 430       | 100,00       | 75 428      | 100,00      |  |
| Abstentions    | Abstentions                          | Abstentions    | 17 913       | 23,75        | 16 396      | 21,74       |  |
| Votants        | Votants                              | Votants        | 57 517       | 76,25        | 59 032      | 78,26       |  |
| Blancs et nuls | Blancs et nuls                       | Blancs et nuls | 3 288        | 5,72         | 4 010       | 6,79        |  |
| Exprimés       | Exprimés                             | Exprimés       | 54 229       | 94,28        | 55 022      | 93,21       |  |

#### Deuxième circonscription (Arras-Nord)
| Candidat       | Candidat                   | Parti             | Premier tour | Premier tour | Second tour | Second tour |  |
| Candidat       | Candidat                   | Parti             | Voix         | %            | Voix        | %           |  |
| -------------- | -------------------------- | ----------------- | ------------ | ------------ | ----------- | ----------- |  |
|                | Charles Gheerbrant sortant | UDF (FD)          | 13 480       | 26,39        | 22 216      | 43,11       |  |
|                | Catherine Génisson élue    | PS                | 13 115       | 24,82        | 29 317      | 56,89       |  |
|                | Jean-Marie Alexandre       | MRC (PCF)         | 11 844       | 23,19        | Retrait     | Retrait     |  |
|                | Yvon-Marie Lherbier        | FN                | 7 344        | 14,38        |             |             |  |
|                | Gilles Pennequin           | Divers écologiste | 3 565        | 6,98         |             |             |  |
|                | Walter Lamiet              | LDI (MPF)         | 1 729        | 3,39         |             |             |  |
|                |                            |                   |              |              |             |             |  |
| Inscrits       | Inscrits                   | Inscrits          | 70 314       | 100,00       | 70 318      | 100,00      |  |
| Abstentions    | Abstentions                | Abstentions       | 16 358       | 23,26        | 15 305      | 21,77       |  |
| Votants        | Votants                    | Votants           | 53 956       | 76,74        | 55 013      | 78,23       |  |
| Blancs et nuls | Blancs et nuls             | Blancs et nuls    | 2 879        | 5,34         | 3 480       | 6,33        |  |
| Exprimés       | Exprimés                   | Exprimés          | 51 077       | 94,66        | 51 533      | 93,67       |  |

#### Troisième  circonscription (Fruges)
| Candidat       | Candidat                       | Parti          | Premier tour | Premier tour | Second tour | Second tour |  |
| Candidat       | Candidat                       | Parti          | Voix         | %            | Voix        | %           |  |
| -------------- | ------------------------------ | -------------- | ------------ | ------------ | ----------- | ----------- |  |
|                | Philippe Vasseur sortant réélu | UDF (PR)       | 25 954       | 46,6         | 30 141      | 53,43       |  |
|                | Jean-Claude Leroy              | PS             | 19 182       | 34,44        | 26 272      | 46,57       |  |
|                | Jean-Pierre d'Hollander        | FN             | 4 586        | 8,23         |             |             |  |
|                | Alain Libert                   | PCF            | 3 641        | 6,54         |             |             |  |
|                | Jean-Luc Delecroix             | Les Verts      | 1 341        | 2,41         |             |             |  |
|                | André Hibon                    | GÉ             | 988          | 1,77         |             |             |  |
|                |                                |                |              |              |             |             |  |
| Inscrits       | Inscrits                       | Inscrits       | 69 110       | 100,00       | 69 098      | 100,00      |  |
| Abstentions    | Abstentions                    | Abstentions    | 11 055       | 16           | 10 440      | 15,11       |  |
| Votants        | Votants                        | Votants        | 58 055       | 84           | 58 658      | 84,89       |  |
| Blancs et nuls | Blancs et nuls                 | Blancs et nuls | 2 363        | 4,07         | 2 245       | 3,83        |  |
| Exprimés       | Exprimés                       | Exprimés       | 55 692       | 95,93        | 56 413      | 96,17       |  |

#### Quatrième circonscription (Montreuil)
| Candidat       | Candidat                    | Parti          | Premier tour | Premier tour | Second tour | Second tour |  |
| Candidat       | Candidat                    | Parti          | Voix         | %            | Voix        | %           |  |
| -------------- | --------------------------- | -------------- | ------------ | ------------ | ----------- | ----------- |  |
|                | Léonce Deprez sortant réélu | UDF (FD)       | 19 535       | 39,05        | 27 161      | 51,18       |  |
|                | Danièle Lhomme              | PS             | 15 931       | 31,84        | 25 904      | 48,82       |  |
|                | Francis Leroy               | FN             | 5 687        | 11,37        |             |             |  |
|                | Georges Baillet             | PCF            | 4 096        | 8,19         |             |             |  |
|                | Martine Vandamme            | LDI (MPF)      | 2 005        | 4,01         |             |             |  |
|                | Bernard Lebas               | Les Verts      | 1 485        | 2,97         |             |             |  |
|                | William Tison               | GÉ             | 1 291        | 2,58         |             |             |  |
|                |                             |                |              |              |             |             |  |
| Inscrits       | Inscrits                    | Inscrits       | 72 739       | 100,00       | 72 733      | 100,00      |  |
| Abstentions    | Abstentions                 | Abstentions    | 20 148       | 27,7         | 17 069      | 23,47       |  |
| Votants        | Votants                     | Votants        | 52 591       | 72,3         | 55 664      | 76,53       |  |
| Blancs et nuls | Blancs et nuls              | Blancs et nuls | 2 561        | 4,87         | 2 599       | 4,67        |  |
| Exprimés       | Exprimés                    | Exprimés       | 50 030       | 95,13        | 53 065      | 95,33       |  |

#### Cinquième circonscription (Boulogne-sur-Mer)
| Candidat       | Candidat                 | Parti          | Premier tour | Premier tour | Second tour | Second tour |  |
| Candidat       | Candidat                 | Parti          | Voix         | %            | Voix        | %           |  |
| -------------- | ------------------------ | -------------- | ------------ | ------------ | ----------- | ----------- |  |
|                | Jean-Pierre Pont sortant | UDF (FD)       | 9 823        | 25,03        | 16 930      | 42,65       |  |
|                | Guy Lengagne élu         | diss. PS       | 8 167        | 20,81        | 22 767      | 57,35       |  |
|                | Thérèse Guilbert         | PS             | 6 930        | 17,66        |             |             |  |
|                | Jean-Claude Juda         | PCF            | 5 928        | 15,1         |             |             |  |
|                | Guy Molliens             | FN             | 4 269        | 10,88        |             |             |  |
|                | Marc Bénard              | LO             | 1 352        | 3,44         |             |             |  |
|                | Pierre Genau             | Les Verts      | 1 307        | 3,33         |             |             |  |
|                | Typhaine de Penfentenyo  | LDI (MPF)      | 956          | 2,44         |             |             |  |
|                | Luc Lebrun               | MÉI            | 516          | 1,31         |             |             |  |
|                |                          |                |              |              |             |             |  |
| Inscrits       | Inscrits                 | Inscrits       | 60 807       | 100,00       | 60 802      | 100,00      |  |
| Abstentions    | Abstentions              | Abstentions    | 19 850       | 32,64        | 18 096      | 29,76       |  |
| Votants        | Votants                  | Votants        | 40 957       | 67,36        | 42 706      | 70,24       |  |
| Blancs et nuls | Blancs et nuls           | Blancs et nuls | 1 709        | 4,17         | 3 009       | 7,05        |  |
| Exprimés       | Exprimés                 | Exprimés       | 39 248       | 95,83        | 39 697      | 92,95       |  |

#### Sixième circonscription (Guînes)
| Candidat       | Candidat                        | Parti          | Premier tour | Premier tour | Second tour | Second tour |  |
| Candidat       | Candidat                        | Parti          | Voix         | %            | Voix        | %           |  |
| -------------- | ------------------------------- | -------------- | ------------ | ------------ | ----------- | ----------- |  |
|                | Dominique Dupilet sortant réélu | PS             | 15 520       | 35,62        | 26 959      | 60,15       |  |
|                | Bernard Deram                   | RPR            | 10 374       | 23,81        | 17 863      | 39,85       |  |
|                | Jacques Fourny                  | FN             | 5 327        | 12,23        |             |             |  |
|                | Gisèle Cocquerelle              | PCF            | 4 544        | 10,43        |             |             |  |
|                | François Dubout                 | IR             | 2 416        | 5,55         |             |             |  |
|                | Max Papyle                      | Les Verts      | 2 338        | 5,37         |             |             |  |
|                | Philippe Pichon                 | LO             | 1 822        | 4,18         |             |             |  |
|                | Jeanine Chauffour-Royer         | LDI (MPF)      | 1 225        | 2,81         |             |             |  |
|                |                                 |                |              |              |             |             |  |
| Inscrits       | Inscrits                        | Inscrits       | 68 144       | 100,00       | 68 142      | 100,00      |  |
| Abstentions    | Abstentions                     | Abstentions    | 22 345       | 32,79        | 20 062      | 29,44       |  |
| Votants        | Votants                         | Votants        | 45 799       | 67,21        | 48 080      | 70,56       |  |
| Blancs et nuls | Blancs et nuls                  | Blancs et nuls | 2 233        | 4,88         | 3 258       | 6,78        |  |
| Exprimés       | Exprimés                        | Exprimés       | 43 566       | 95,12        | 44 822      | 93,22       |  |

#### Septième circonscription (Calais)
| Candidat       | Candidat                  | Parti          | Premier tour | Premier tour | Second tour | Second tour |  |
| Candidat       | Candidat                  | Parti          | Voix         | %            | Voix        | %           |  |
| -------------- | ------------------------- | -------------- | ------------ | ------------ | ----------- | ----------- |  |
|                | André Capet élu           | PS             | 15 606       | 31,62        | 31 144      | 60,31       |  |
|                | Claude Demassieux sortant | RPR            | 13 616       | 27,59        | 20 493      | 39,69       |  |
|                | Jacky Hénin               | PCF            | 6 961        | 14,1         |             |             |  |
|                | Raymond Mortier           | FN             | 6 213        | 12,59        |             |             |  |
|                | Mireille Gest             | Les Verts      | 3 343        | 6,77         |             |             |  |
|                | Robert Deroi              | LDI (MPF)      | 1 840        | 3,73         |             |             |  |
|                | Christian Guffroy         | PT             | 1 778        | 3,6          |             |             |  |
|                |                           |                |              |              |             |             |  |
| Inscrits       | Inscrits                  | Inscrits       | 77 358       | 100,00       | 77 353      | 100,00      |  |
| Abstentions    | Abstentions               | Abstentions    | 25 072       | 32,41        | 22 176      | 28,67       |  |
| Votants        | Votants                   | Votants        | 52 286       | 67,59        | 55 177      | 71,33       |  |
| Blancs et nuls | Blancs et nuls            | Blancs et nuls | 2 929        | 5,6          | 3 540       | 6,42        |  |
| Exprimés       | Exprimés                  | Exprimés       | 49 357       | 94,4         | 51 637      | 93,58       |  |

#### Huitième circonscription (Saint-Omer)
| Candidat       | Candidat                     | Parti          | Premier tour | Premier tour | Second tour | Second tour |  |
| Candidat       | Candidat                     | Parti          | Voix         | %            | Voix        | %           |  |
| -------------- | ---------------------------- | -------------- | ------------ | ------------ | ----------- | ----------- |  |
|                | Michel Lefait élu            | PS             | 18 691       | 39,85        | 27 777      | 57,69       |  |
|                | Jean-Jacques Delvaux sortant | RPR            | 15 311       | 32,64        | 20 368      | 42,31       |  |
|                | Frédéric Lorthiois           | FN             | 5 052        | 10,77        |             |             |  |
|                | Jacques Cailliau             | Les Verts      | 2 201        | 4,69         |             |             |  |
|                | André Bonnier                | MDC (PCF)      | 2 115        | 4,51         |             |             |  |
|                | Christophe Charlon           | LO             | 1 881        | 4,01         |             |             |  |
|                | Christine Dhorne             | LDI (MPF)      | 1 653        | 3,52         |             |             |  |
|                |                              |                |              |              |             |             |  |
| Inscrits       | Inscrits                     | Inscrits       | 64 093       | 100,00       | 64 090      | 100,00      |  |
| Abstentions    | Abstentions                  | Abstentions    | 14 549       | 22,7         | 13 230      | 20,64       |  |
| Votants        | Votants                      | Votants        | 49 544       | 77,3         | 50 860      | 79,36       |  |
| Blancs et nuls | Blancs et nuls               | Blancs et nuls | 2 640        | 5,33         | 2 715       | 5,34        |  |
| Exprimés       | Exprimés                     | Exprimés       | 46 904       | 94,67        | 48 145      | 94,66       |  |

#### Neuvième circonscription (Béthune)
| Candidat       | Candidat                   | Parti          | Premier tour | Premier tour | Second tour | Second tour |  |
| Candidat       | Candidat                   | Parti          | Voix         | %            | Voix        | %           |  |
| -------------- | -------------------------- | -------------- | ------------ | ------------ | ----------- | ----------- |  |
|                | Bernard Seux sortant réélu | PS             | 17 918       | 34,09        | 32 943      | 64,91       |  |
|                | Jean-Pierre Deruelle       | UDF (FD)       | 9 578        | 18,22        | 17 806      | 35,09       |  |
|                | Lucien Andries             | PCF            | 8 513        | 16,19        |             |             |  |
|                | Marcos Cantola Iradi       | FN             | 5 797        | 16,19        |             |             |  |
|                | Marie-France Deleflie      | Divers droite  | 5 761        | 10,96        |             |             |  |
|                | Marie-Danièle Duquenne     | LO             | 2 180        | 4,15         |             |             |  |
|                | Serge Pacheka              | Les Verts      | 1 628        | 3,1          |             |             |  |
|                | Michel Hecquet             | MÉI            | 1 193        | 2,27         |             |             |  |
|                |                            |                |              |              |             |             |  |
| Inscrits       | Inscrits                   | Inscrits       | 76 306       | 100,00       | 76 303      | 100,00      |  |
| Abstentions    | Abstentions                | Abstentions    | 20 597       | 26,99        | 20 864      | 27,34       |  |
| Votants        | Votants                    | Votants        | 55 709       | 73,01        | 55 439      | 72,66       |  |
| Blancs et nuls | Blancs et nuls             | Blancs et nuls | 3 141        | 5,64         | 4 690       | 8,46        |  |
| Exprimés       | Exprimés                   | Exprimés       | 52 568       | 94,36        | 50 749      | 91,54       |  |

#### Dixième circonscription (Bruay-la-Buissière)
| Candidat       | Candidat                    | Parti          | Premier tour | Premier tour | Second tour | Second tour |  |
| Candidat       | Candidat                    | Parti          | Voix         | %            | Voix        | %           |  |
| -------------- | --------------------------- | -------------- | ------------ | ------------ | ----------- | ----------- |  |
|                | Serge Janquin sortant réélu | PS             | 18 506       | 37,64        | 29 280      | 100,00      |  |
|                | Daniel Dewalle              | PCF            | 12 376       | 25,17        | Retrait     | Retrait     |  |
|                | Daniel Mouton               | RPR            | 6 591        | 13,41        |             |             |  |
|                | Jean-Paul Depret            | FN             | 5 917        | 12,04        |             |             |  |
|                | Daniel Ludwikowski          | Les Verts      | 2 495        | 5,07         |             |             |  |
|                | Gérard Delimard             | LO             | 1 899        | 3,86         |             |             |  |
|                | Daniel Lecucq               | LDI (MPF)      | 1 379        | 2,8          |             |             |  |
|                |                             |                |              |              |             |             |  |
| Inscrits       | Inscrits                    | Inscrits       | 71 845       | 100,00       | 71 836      | 100,00      |  |
| Abstentions    | Abstentions                 | Abstentions    | 19 900       | 27,7         | 32 280      | 44,94       |  |
| Votants        | Votants                     | Votants        | 51 945       | 72,3         | 39 556      | 55,06       |  |
| Blancs et nuls | Blancs et nuls              | Blancs et nuls | 2 782        | 5,36         | 10 276      | 25,98       |  |
| Exprimés       | Exprimés                    | Exprimés       | 49 163       | 94,64        | 29 280      | 74,02       |  |

#### Onzième circonscription (Carvin)
| Candidat                     | Candidat             | Parti          | Premier tour | Premier tour | Second tour | Second tour |  |
| Candidat                     | Candidat             | Parti          | Voix         | %            | Voix        | %           |  |
| ---------------------------- | -------------------- | -------------- | ------------ | ------------ | ----------- | ----------- |  |
|                              | Marcel Cabiddu élu   | PS             | 17 304       | 28,17        | 34 412      | 100,00      |  |
|                              | Rémy Auchedé sortant | PCF            | 17 028       | 27,72        | Retrait     | Retrait     |  |
|                              | Éric Iorio           | FN             | 10 112       | 16,46        |             |             |  |
|                              | Dominique Josien     | UDF (Rad)      | 9 585        | 15,60        |             |             |  |
|                              | Joseph Pasquier      | Les Verts      | 3 499        | 5,70         |             |             |  |
|                              | Frédéric Scheers     | LCR            | 2 317        | 3,77         |             |             |  |
|                              | René Beaugrand       | LDI (MPF)      | 1 591        | 2,59         |             |             |  |
|                              |                      |                |              |              |             |             |  |
| Inscrits                     | Inscrits             | Inscrits       | 87 309       | 100,00       | 87 316      | 100,00      |  |
| Abstentions                  | Abstentions          | Abstentions    | 22 554       | 25,83        | 36 570      | 41,88       |  |
| Votants                      | Votants              | Votants        | 64 755       | 74,17        | 50 746      | 58,12       |  |
| Blancs et nuls               | Blancs et nuls       | Blancs et nuls | 3 319        | 5,13         | 16 334      | 32,19       |  |
| Exprimés                     | Exprimés             | Exprimés       | 61 436       | 94,87        | 34 412      | 67,81       |  |
| Source : Assemblée nationale |                      |                |              |              |             |             |  |

#### Douzième circonscription (Liévin)
| Candidat       | Candidat                           | Parti          | Premier tour | Premier tour | Second tour | Second tour |  |
| Candidat       | Candidat                           | Parti          | Voix         | %            | Voix        | %           |  |
| -------------- | ---------------------------------- | -------------- | ------------ | ------------ | ----------- | ----------- |  |
|                | Jean-Pierre Kucheida sortant réélu | PS             | 18 185       | 35,26        | 29 735      | 100,00      |  |
|                | Jacques Robitail                   | PCF            | 14 341       | 27,81        | Retrait     | Retrait     |  |
|                | Patrick Ratcliffe                  | FN             | 7 727        | 14,98        |             |             |  |
|                | Bernard Pukiel                     | RPR            | 4 512        | 8,75         |             |             |  |
|                | Nathalie Hubert                    | LO             | 2 316        | 4,49         |             |             |  |
|                | Jérôme Przystupa                   | Les Verts      | 2 055        | 3,98         |             |             |  |
|                | Henri Bailleul                     | MÉI            | 1 486        | 2,88         |             |             |  |
|                | David Sergent                      | LDI (CNIP)     | 954          | 1,85         |             |             |  |
|                |                                    |                |              |              |             |             |  |
| Inscrits       | Inscrits                           | Inscrits       | 75 688       | 100,00       | 75 688      | 100,00      |  |
| Abstentions    | Abstentions                        | Abstentions    | 21 280       | 28,12        | 33 325      | 44,03       |  |
| Votants        | Votants                            | Votants        | 54 408       | 71,88        | 42 363      | 55,97       |  |
| Blancs et nuls | Blancs et nuls                     | Blancs et nuls | 2 832        | 5,21         | 12 628      | 29,81       |  |
| Exprimés       | Exprimés                           | Exprimés       | 51 576       | 94,79        | 29 735      | 70,19       |  |

#### Treizième circonscription (Lens)
| Candidat       | Candidat                       | Parti          | Premier tour | Premier tour | Second tour | Second tour |  |
| Candidat       | Candidat                       | Parti          | Voix         | %            | Voix        | %           |  |
| -------------- | ------------------------------ | -------------- | ------------ | ------------ | ----------- | ----------- |  |
|                | Jean-Claude Bois sortant réélu | PS             | 17 229       | 36,49        | 28 880      | 100,00      |  |
|                | Gilbert Rolos                  | PCF            | 10 044       | 21,27        | Retrait     | Retrait     |  |
|                | Bernard Skubic                 | FN             | 8 763        | 18,56        |             |             |  |
|                | Béatrice Permuy                | UDF (PR)       | 5 252        | 11,12        |             |             |  |
|                | François Delbarre              | LO             | 1 916        | 4,06         |             |             |  |
|                | Régis Libessart                | Les Verts      | 1 351        | 2,86         |             |             |  |
|                | Karine Goulin                  | LT-LNÉ         | 823          | 1,74         |             |             |  |
|                | Antony Houzet                  | GÉ             | 751          | 1,59         |             |             |  |
|                | Émile Carpentier               | LDI (CNIP)     | 734          | 1,55         |             |             |  |
|                | Daniel Gensane                 | IR             | 350          | 0,74         |             |             |  |
|                |                                |                |              |              |             |             |  |
| Inscrits       | Inscrits                       | Inscrits       | 70 775       | 100,00       | 70 774      | 100,00      |  |
| Abstentions    | Abstentions                    | Abstentions    | 21 124       | 29,85        | 31 942      | 45,13       |  |
| Votants        | Votants                        | Votants        | 49 651       | 70,15        | 38 832      | 54,87       |  |
| Blancs et nuls | Blancs et nuls                 | Blancs et nuls | 2 438        | 4,91         | 9 952       | 25,63       |  |
| Exprimés       | Exprimés                       | Exprimés       | 47 213       | 95,09        | 28 880      | 74,37       |  |

#### Quatorzième circonscription (Hénin-Beaumont)
| Candidat       | Candidat              | Parti          | Premier tour | Premier tour | Second tour | Second tour |  |
| Candidat       | Candidat              | Parti          | Voix         | %            | Voix        | %           |  |
| -------------- | --------------------- | -------------- | ------------ | ------------ | ----------- | ----------- |  |
|                | Albert Facon élu      | PS             | 12 979       | 25,64        | 25 951      | 52,34       |  |
|                | Yves Coquelle         | PCF            | 12 868       | 25,42        | Retrait     | Retrait     |  |
|                | Jean Urbaniak sortant | Divers droite  | 12 052       | 23,81        | 15 719      | 31,7        |  |
|                | Steeve Briois         | FN             | 9 143        | 18,06        | 7 914       | 15,96       |  |
|                | Xavier Lapierre       | LO             | 1 373        | 2,71         |             |             |  |
|                | Ginette Carlier       | GÉ             | 1 129        | 2,23         |             |             |  |
|                | Valérie Dours         | Les Verts      | 1 069        | 2,11         |             |             |  |
|                |                       |                |              |              |             |             |  |
| Inscrits       | Inscrits              | Inscrits       | 71 756       | 100,00       | 71 756      | 100,00      |  |
| Abstentions    | Abstentions           | Abstentions    | 19 195       | 26,75        | 20 119      | 28,04       |  |
| Votants        | Votants               | Votants        | 52 561       | 73,25        | 51 637      | 71,96       |  |
| Blancs et nuls | Blancs et nuls        | Blancs et nuls | 1 948        | 3,71         | 2 053       | 3,98        |  |
| Exprimés       | Exprimés              | Exprimés       | 50 613       | 96,29        | 49 584      | 96,02       |  |